# Pentti Eelis Eskola
Pentti Eelis Eskola, né Berndt Eelis Eskola, (1883-1964) est un géologue finlandais qui développe la notion de faciès métamorphique auparavant introduite par Amanz Gressly.

## Distinctions
Durant sa carrière, Eskola reçoit de nombreuses distinctions honorifiques.
- Docteur honoris causa de l'université d'Oslo (1938)
- Docteur honoris causa de l'université de Padoue (1942)
- Docteur honoris causa de l'université de Bonn (1943)
- Docteur honoris causa de l'université de Prague (1948)
- Médaille Gustav-Steinmann (Association géologique allemande, 1943)
- Médaille Penrose (Société américaine de géologie, 1951)
- Médaille Wollaston (Société géologique de Londres, 1958)
- Médaille Friedrich Becke (Société minéralogique d'Autriche, 1960)
- Médaille Leopold von Buch-Plakette (Société géologique allemande, 1962)
- Médaille Eskola (Société géologique de Finlande, crée en 1963 et dont il est le premier récipiendaire pour son 80e anniversaire)
- Prix Vetlesen du Lamont-Doherty Earth Observatory (1964)